# أليون (نظام تشغيل)
يون (Yun) أو أليون (Aliyun) هو توزيعة لينكس مصممة للهواتف الذكية. تم تطوير هذا النظام من قبل أليكلاود (Alicloud) التابعة لمجوعة على بابا الصينية. ظهر أول إصدار من هذا النظام في 28 تموز 2011. وأول جهاز استخدم هذا النظام هو K-Touch W700.
استغرق تطوير هذا النظام مدة ثلاث سنوات، بمشاركة 1600 مهندس. أصبحت الشركة تنافس على عرش أندرويد في الصدارة داخل الصين، وتتطلع أيضاً لتمتد إلى الأسواق الغربية.
وحتى شهر مايو (آيار) من سنة 2012، تم بيع ما يربو على مليون هاتف ذكي بنظام (أليون).

## نظرة عامة
أنشئ هذا النظام على فكرة الحوسبة السحابية (Cloud Functionality). ووفقاً للشركة، فإن (أليون) يدعم البريد الإلكتروني السحابي (Cloud-base e-mail)، البحث في الإنترنت (Web Search)، حالة الطقس، النتقل بالــ (GPS). هذا بالإضافة إلى مزامنة مكالمات الهاتف، الرسائل القصيرة (SMS)، والصور مع السحابة ليتم بذلك التمكن من الوصول إلى هذه البيانات من بقية الاجهزة الأخرى، بما في ذلك الحواسيب الشخصية. تزعم شركة على بابا بأنها تقدم 100 غيغا بيات (100GB) إلى مستخدميها، بالإضافة إلى تمكينهم من الوصول إلى برامج الويب، بدلاً عن تحميلها وتشغيلها من أجهزتهم.
ووفقاً لغوغل (Google)، فإن نظام (أليون) هو نسخة مشتقة غير متوافقة من نظام الأندرويد (Android). ولهذا فقد منعت شركة غوغل شركة (أيسر Acer) من تسويق هواتفها المعتمدة على نظام (أليون)، مدعية بإن كون شركة (أيسر Acer) إحدى أعضاء الاتحاد المفتوح للهواتف النقالة (بالإنجليزية: Open Handset Alliance)‏) يمنعها، حسب الاتفاقية المبرمة بين أعضاء هذا الأتحاد، من استخدام أي نظام لا يتوافق مع نظام الأندرويد.
علي بابا من جهتها تزعم بإن نظامها هو غير مشتق من (أندرويد Android) وإنما مبني على نواة لينكس.